# Gerben Bruinsma
Gerben Jan Nicolaas Bruinsma (* 23. September 1951 in Den Haag; † 17. Mai 2022 in Rotterdam) war ein niederländischer Kriminologe. Er lehrte und forschte als Professor an der Freien Universität Amsterdam und war Direktor des Netherlands Institute for the Study of Crime and Law Enforcement (NSCR). 2014/15 amtierte er als Präsident der European Society of Criminology (ESC).

## Werdegang
Bruinsma promovierte 1985 an der Universität Nijmegen. In seiner Dissertation untersuchte er Kriminalität als einen sozialen Lernprozess. Er war Professor an der Universität Twente und der Universität Leiden, bevor er 2009 den Ruf an die Freie Universität Amsterdam annahm. Er befasste sich überwiegend mit geographischen Fragen der Kriminologie und den Theorien sowie der Geschichte der Fachdisziplin.
Bruinsma wurde mit dem Sellin-Glueck award in criminology der American Society of Criminology ausgezeichnet.

## Schriften (Auswahl)
- Herausgegeben mit Shane D. Johnson: The Oxford handbook of environmental criminology. Oxford University Press, New York 2018, ISBN 9780190279707.
- Als Herausgeber: Histories of transnational crime. Springer, New York 2016, ISBN 9781493924707.
- Herausgegeben mit David Weisburd: Encyclopedia of criminology and criminal justice, Springer, New York 2014, ISBN 9781461456896.
- Herausgegeben mit anderen: Experimental criminology. Prospects for advancing science and public policy. Cambridge University Press, New York 2013, ISBN 9781107032231.